# Потенційний ключ
Потенційний ключ K для відношення R — це підмножина множини атрибутів R, що характеризується такими двома властивостями:
1. Властивість унікальності.
Немає двох різних кортежів в R з однаковим значенням K.
2. Властивість мінімальності (ненадмірності).
Ніяка з підмножин K не має унікальності.

Будь-яке відношення має, щонайменше, один потенційний ключ через те, що не містить двох однакових кортежів; тобто, комбінація всіх атрибутів має властивість унікальності. Тому можливі два варіанти:
- або ця комбінація водночас має властивість мінімальності, тобто і є потенційним ключем (єдиним).
- або існує щонайменше одна підмножина цієї комбінації, що теж має властивість унікальності, а також мінімальності.

У відношенні може бути декілька потенційних ключів. Один з них може бути вибраний як первинний ключ відношення, тоді інші називають альтернативними ключами.
Зазвичай на практиці первинний ключ обирають виходячи з міркувань ефективності.
Потенційні ключі забезпечують основний механізм адресації на рівні кортежів. Тобто, єдиний гарантований спосіб точно вказати який-небудь кортеж — це вказати значення якогось потенційного ключа. В інструкції SQL це, зазвичай, робиться в частині WHERE.
Таким чином потенційні ключі мають таке саме фундаментальне значення для успішної роботи реляційної системи, як адресація основної пам'яті для успішної роботи машини, на якій ця система встановлена.